# Ramatoulaye Seck
Ramatoulaye Seck foi uma política senegalêsa.
Ao lado de Arame Diène e Aïda Mbaye, Seck foi eleita para a Assembleia Nacional em 1983; todas as três mulheres tornaram-se conhecidas pelas suas habilidades políticas, apesar da falta de educação formal. Ela era membro do Partido Socialista do Senegal e foi indicada pelo sindicato do partido local como substituta de Diène.